# Бродёр, Милен
Милен Бродёр (фр. Mylène Brodeur; род. 17 апреля 1987 года в Сен-Жан-сюр-Ришелье, Квебек, Канада) — канадская фигуристка выступавшая в парном катании. В паре  с Джоном Маттаталлом, она — бронзовый призёр чемпионата Канады 2009 и победительница Мемориала Ондрея Непелы 2007. Завершила любительскую карьеру в 2011 году.

## Личная жизнь
В июне 2010 года Милен вышла замуж за канадского фигуриста-одиночника Николаса Янга.

## Программы
| Сезон     | Короткая программа                         | Произвольная программа                                                                                                  |
| --------- | ------------------------------------------ | --- |
| 2010—2011 | «My Way» Клод Франсуа, Жак Рево, Жиль Тибо | «Embraceable You» «An American in Paris» «I Got Rhythm» Джордж Гершвин                                                  |
| 2009—2010 | «What a Wonderful World» Джордж Дэвид Вайс | Саундтреки «Have Launch With Me» & «Singin’ In The Rain» из кинофильма «Поющие под дождём» Насио Херб Браун, Артур Фрид |
| 2008—2009 | «Tico-Tico» Зекинья де Абреу               | |
| 2007—2008 | «Chambermaid Swing» Parov Stelar           | «Тема Тары» из кинофильма «Унесённые ветром» & Сюита «Унесённые ветром» Джон Уильямс                                    |

## Результаты выступлений

### В парном катании
(с Джоном Маттаталлом)
| Соревнования/Сезон             | 2006-2007 | 2007-2008 | 2008-2009 | 2009-2010 | 2010-2011 |
| ------------------------------ | --------- | --------- | --------- | --------- | --------- |
| Чемпионаты мира                |           |           | 10        |           |           |
| Чемпионаты Четырёх континентов |           | 7         | 8         | 7         |           |
| Чемпионаты Канады              | 9         | 7         | 3         | 4         | 4         |
| NHK Trophy                     |           |           |           | 5         | 6         |
| Cup of Russia                  |           |           |           | 6         |           |
| Cup of China                   |           |           | 6         |           |           |
| Skate Canada International     |           |           | 4         |           |           |
| Trophée Eric Bompard           |           |           |           |           | 4         |
| Мемориал Ондрея Непелы         |           | 1         |           |           |           |
| Nebelhorn Trophy               | 4         |           |           |           |           |

### В одиночном катании
| Соревнования/Сезон                 | 2002-2003 | 2003-2004 | 2004-2005 | 2005-2006 | 2006-2007 | 2007-2008 |
| ---------------------------------- | --------- | --------- | --------- | --------- | --------- | --------- |
| Чемпионаты Канады                  | 9 N       | 4 J.      | 10        | 14        | 8         | 11        |
| Этап юниорского Гран-при, Словакия |           |           |           | 14        |           |           |
| Triglav Trophy                     |           | 12 J.     |           |           |           |           |

- N = новисы, J = юниоры